# Lognormale verdeling
In de kansrekening is de lognormale verdeling de kansverdeling van een stochastische variabele waarvan de logaritme normaal verdeeld is. Als de stochastische variabele {\displaystyle Y} normaal verdeeld is, heeft de stochastische variabele {\displaystyle X=e^{Y}} dus een lognormale verdeling. In de statistiek wordt een lognormale verdeling gebruikt om een variabele te modelleren die kan worden gezien als het multiplicatieve resultaat van een aantal kleine, onafhankelijke factoren.

## Definitie
De lognormale verdeling is de kansverdeling met als kansdichtheid, gedefinieerd voor {\displaystyle x>0},
{\displaystyle f(x;\mu ,\sigma )={\frac {1}{x\sigma {\sqrt {2\pi }}}}\ e^{-{\frac {1}{2}}\left({\frac {\ln(x)-\mu }{\sigma }}\right)^{2}}}.
Hierin stellen de parameters {\displaystyle \mu } en {\displaystyle \sigma } respectievelijk de verwachtingswaarde en de standaardafwijking van de natuurlijke logaritme van de betrokken variabele voor. De verdelingsfunctie is
{\displaystyle {\tfrac {1}{2}}+{\tfrac {1}{2}}\mathrm {erf} \left[{\frac {\ln(x)-\mu }{\sigma {\sqrt {2}}}}\right]}
Hoewel alle momenten bestaan en gegeven worden door
{\displaystyle \mu _{k}=e^{k\mu +k^{2}\sigma ^{2}/2}},
bestaat de momentgenererende functie zelf niet.

## Notatie
Als de toevalsvariabele {\displaystyle X} lognormaal verdeeld is, noteert men dit wel als {\displaystyle X\sim \operatorname {Log-N} (\mu ,\sigma ^{2})}.

## Eigenschappen
Laat {\displaystyle X} een lognormaal verdeelde toevalsvariabele zijn. Dan is
de verwachtingswaarde gelijk aan
{\displaystyle \mathrm {E} (X)=e^{\mu +\sigma ^{2}/2}}.
De variantie is
{\displaystyle \mathrm {var} (X)=(e^{\sigma ^{2}}-1)e^{2\mu +\sigma ^{2}}}
Overige eigenschappen, zoals modus, mediaan en scheefheid, staan in de tabel rechtsboven.
Inderdaad is de stochastische variabele {\displaystyle Y=\ln(X)} normaal verdeeld, immers:
{\displaystyle P(Y\leq y)=P(\ln(X)\leq y)=P(X\leq e^{y})},
dus de dichtheid van {\displaystyle Y} is:
{\displaystyle f_{Y}(y)={\frac {\rm {d}}{{\rm {d}}y}}P(Y\leq y)={\frac {\rm {d}}{{\rm {d}}y}}P(X\leq e^{y})=f_{X}(e^{y})e^{y}={\frac {1}{\sigma {\sqrt {2\pi }}}}\ e^{-{\frac {1}{2}}\left({\frac {y-\mu }{\sigma }}\right)^{2}}}.

## Gerelateerde verdelingen
- Als {\displaystyle X\sim N(\mu ,\sigma ^{2})} dan {\displaystyle \exp(X)\sim \operatorname {Log-N} (\mu ,\sigma ^{2})}.
- Als {\displaystyle X_{m}\sim \operatorname {Log-N} (\mu ,\sigma _{m}^{2})}, met m = 1, .., n onafhankelijke lognormaal verdeelde stochasten, met dezelfde waarde μ, zijn en {\displaystyle Y=\prod _{m=1}^{n}X_{m}}, dan volgt Y een lognormale verdeling: {\displaystyle Y\sim \operatorname {Log-N} \left(n\mu ,\sum _{m=1}^{n}\sigma _{m}^{2}\right)}.